# Omocerus bicornis
Omocerus bicornis es una especie de insecto coleóptero de la familia Chrysomelidae.
Fue descrita científicamente en 1763 por Carolus Linnaeus.